# 鞠躬 (學者)
鞠躬（1929年11月22日—），男，原籍安徽绩溪，生于上海。中国神经科学家，中国科学院院士（1991年当选）。现为第四军医大学教授，曾任中国人民解放军神经科学研究所所长。